# Čáslavice
Čáslavice (in tedesco Tschaslawitz) è un comune della Repubblica Ceca facente parte del distretto di Třebíč, nella regione di Vysočina.